# Jean-Pierre André (homme politique luxembourgeois)
Pour les articles homonymes, voir Jean-Pierre André et André.
Jean-Pierre André [ ʒɑ̃ pjɛʁ ɑ̃.dʁe], né le 21 janvier 1812 à Virton (France) et mort le 7 août 1884 à Mersch (Luxembourg), est un fonctionnaire et homme politique luxembourgeois.

## Biographie
Né à Virton, Jean-Pierre André est le fils de Claude André, ancien membre des États provinciaux de la province de Luxembourg. Il exerce dans l'administration publique en tant que fonctionnaire de l'État, d'abord commissaire du district de Grevenmacher, il est nommé inspecteur en chef des douanes. Il se marie avec Caroline Ernestine Servais (1815-1888), une sœur à Emmanuel Servais.
À la suite de l'élection d'Emmanuel Servais à l'Assemblée nationale constituante d'Allemagne, le Parlement de Francfort, des élections complémentaires ont lieu dans le canton de Mersch le 22 mai 1848. Jean-Pierre André est élu et le remplace à l'Assemblée constituante de 1848, chargée de rédiger la nouvelle constitution. Peu de temps après sa promulgation, Jean-Pierre André est nommé administrateur général intérimaire des Travaux publics de l'État et des Communes et des Affaires militaires dans le gouvernement provisoire et de transition dirigé par Gaspard-Théodore-Ignace de La Fontaine,.
Après sa sortie du gouvernement, il réalise, pour le compte du prince Henri d'Orange-Nassau, des « missions secrètes » qui sont à l'origine de la future Banque internationale à Luxembourg (BIL). À partir de 1856 et jusqu'à la fin de sa carrière, il exerce la fonction de commissaire du gouvernement auprès de la BIL.
Lors des élections législatives du 9 juin 1863, il est élu à l'Assemblée des États pour le canton de Grevenmacher. Il siège jusqu'à la fin de la législature en 1869.